# Bernardino da Bissone

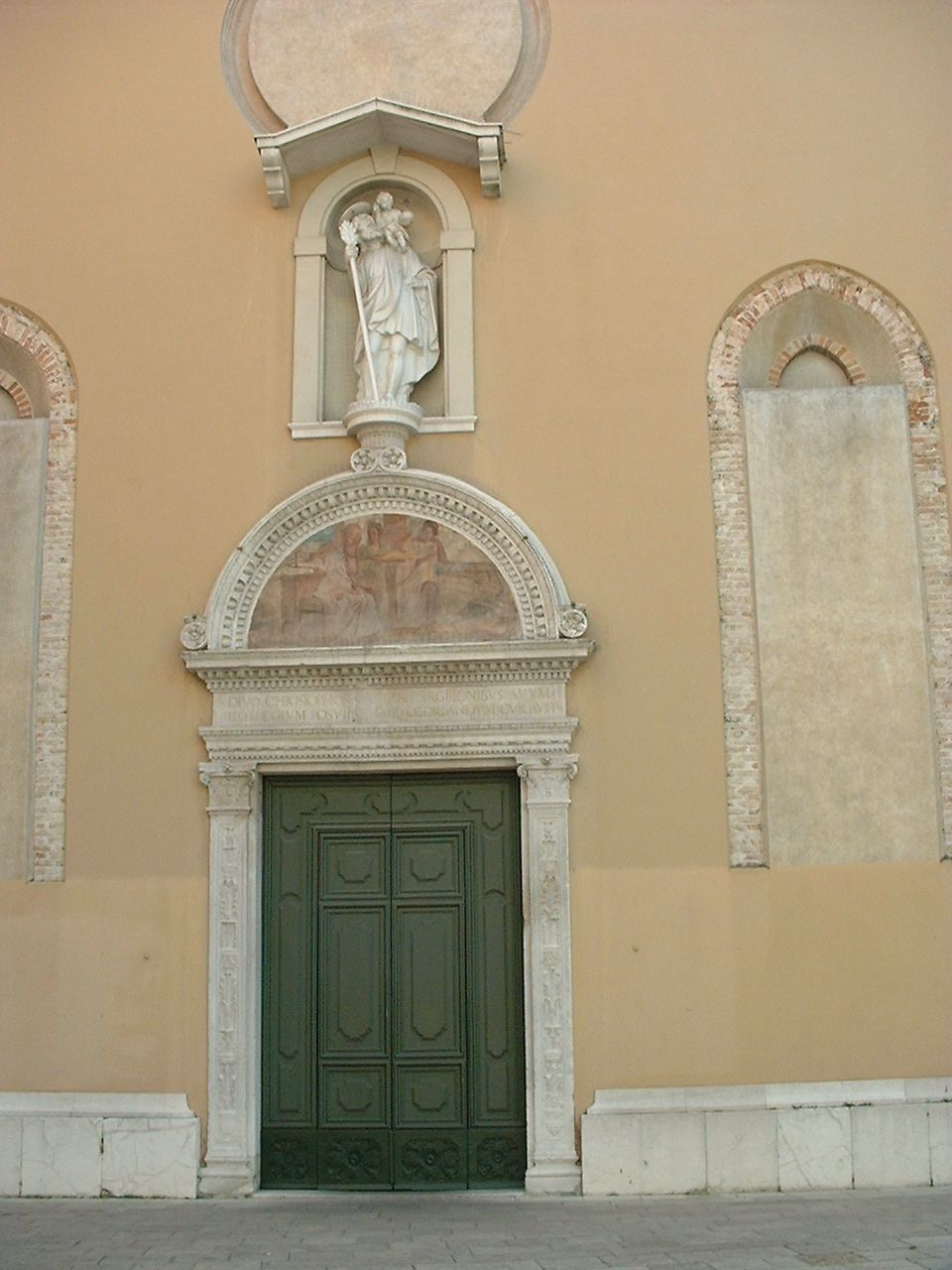
El portal de la iglesia de San Cristóbal en Udine.

Bernardino da Bissone llamado el Furlano (Bissone, circa 1470 - Tricesimo, 1521), fue un escultor italiano. 

## Biografía
Pertenece al grupo de escultores del cantón del Tesino que, una vez terminadas las incursiones turcas (1477 y 1499) en el Friul y que iba a reconstruirse lo que destruyeron durante la invasión. A menudo eran llamados por el Patriarcado de Aquilea que vinieran de la diócesis de Como, y así favorecían a sus vecinos artesanos, carpinteros, canteros, que vivían en los pueblos de alrededor del lago de Lugano, como Bernardino da Morcote (que trabajó en la iglesia de San Giacomo de Udine ), Carlo da Carona (autor de la portada izquierda de la catedral de Udine).
Conocido como escultor de la escalera del Palacio Ducal de Shkodër, en Venecia hacia 1490, trabajó con Antonio Rizzo y con un maestro Domenico(D'Allio?) en la rica decoración mármorea de la balaustrada de la Scala dei Giganti, esculpiendo los capiteles y varios pilares del patio y las jambas de las ventanas del Palazzo Ducale de Tolmezzo donde realizó la pila bautismal. En la Basílica de Aquilea es obra suya un retablo de mármol de 1493, con Cristo en el sepulcro, la Virgen, San Juan Bautista y dos ángeles, puesto bajo el ciborio de cuatro columnas, con coronamiento, obra de otros dos magistri Comacini lombardos: maestro de Bastian di Osteno y su hermano Antonio a los que también se les atribuye el altar del Santísimo Sacramento y el púlpito). En 1497 esculpió una pila del agua  bendita para la catedral de Udine y la decoración de la puerta de la iglesia del santuario de Nuestra Señora de Gracia.
Desde 1498 hasta 1505 trabajó en Pieve di Tricesimo donde en 1505, esculpió el portal tallado en piedra de Vicenza de la iglesia, del año 1504 son la pila bautismal, una pila para el agua bendita y una losa para una tumba, en Udine en el 1518 realizó la portada de la iglesia de San Cristóbal y la puerta de la iglesia de Santa Maria delle Grazie en Gemona, lo único que se salvó del terremoto. En 1505, compra una casa en Tricesimo, después de haberse casado con una mujer del lugar, viviendo allí hasta su muerte y donde fue sepultado.